# L’immensità – Meine fantastische Mutter
L’immensità – Meine fantastische Mutter (dt. etwa „Die Unermesslichkeit“ oder „Die Unendlichkeit“) ist ein italienisch-französischer Spielfilm von Emanuele Crialese aus dem Jahr 2022. Das Drama stellt eine dysfunktionale Familie im Italien der 1970er-Jahre in den Mittelpunkt. Die Hauptrollen übernahmen Penélope Cruz und Vincenzo Amato.
Die Uraufführung des Films erfolgte am 4. September 2022 bei den Internationalen Filmfestspielen von Venedig.

## Handlung
Rom in den 1970er-Jahren: Clara und Felice Borghetti beziehen mit ihren drei Kindern eine neue Wohnung in einer kürzlich errichteten Mehrfamilienhaussiedlung. Obwohl sie ein Appartement im obersten Stock mit weitem Ausblick über die italienische Hauptstadt erhalten, ist die familiäre Idylle getrübt. Clara und Felice lieben sich nicht mehr, können sich aber nicht zu einer Trennung entschließen. Die einsame Clara flüchtet sich in ihre Rolle als Mutter und widmet sich intensiv ihren drei Kindern. Die älteste Tochter Adriana droht die brüchige Familienbande endgültig zu zerreißen. Die 12-Jährige bemerkt nicht nur die wachsenden Spannungen zwischen ihren Eltern, sie stellt sich den unbekannten Nachbarskindern auch bewusst als Junge vor. Adriana lehnt vehement ihren Namen und ihre Geschlechtsidentität ab.

## Hintergrund

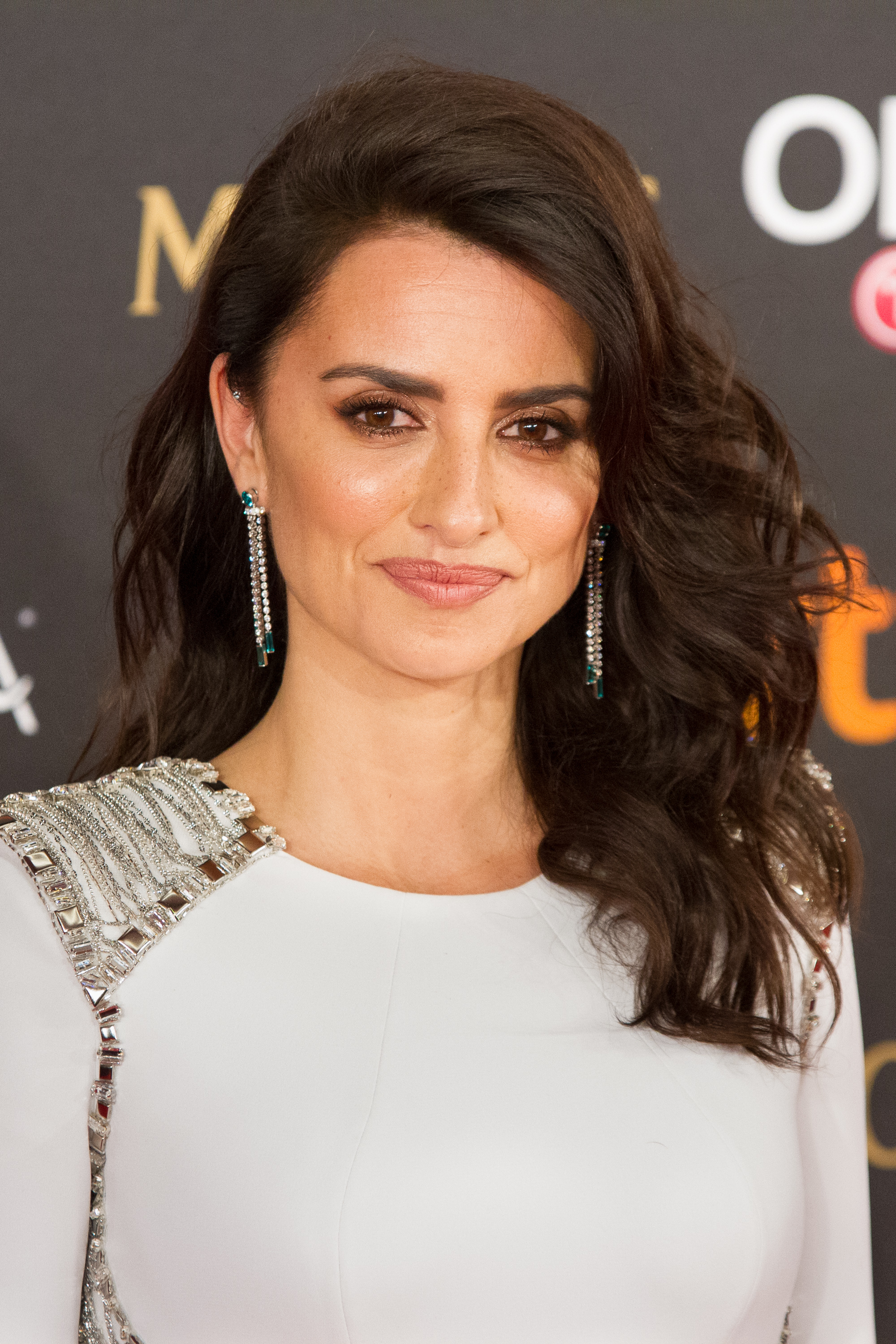
Penélope Cruz (2018)

L’immensità ist der fünfte Spielfilm des italienischen Filmemachers Emanuele Crialese und die erste Kinoarbeit seit seinem preisgekrönten Werk Terraferma (2011). Für das Drehbuch tat er sich erneut mit Vittorio Moroni zusammen. Beide wurden beim Verfassen des Skripts von Francesca Manieri unterstützt. Das Projekt wurde im September 2020 bekannt. „‚L’immensita‘ [sic] ist die Geschichte einer symbiotischen Liebe zwischen Clara und ihren Kindern, die in den 70er-Jahren im Rom spielt; eine Welt, die zwischen im Bau befindlichen Stadtteilen und Fernsehsendungen, die noch in Schwarzweiß gehalten sind, zwischen neuen sozialen Errungenschaften und alten Familienmodellen schwebt“, so Crialese. Für den „Archetyp“ der Mutter verpflichtete er Penélope Cruz. Die spanische Schauspielerin gab an, schon lange ein Bewunderer von Crialeses Arbeit zu sein und zählte das Drehbuch zu den besten, die sie jemals gelesen hätte.
Die Dreharbeiten waren für den Sommer 2021 in Italien vorgesehen und endeten Anfang September desselben Jahres.
Der Film ist eine italienisch-französische Koproduktion, produziert von Mario Gianani und Lorenzo Gangarossa für Wildside und Dimitri Rassam für Chapter 2 und dem italienischen Verleih Warner Bros. Pictures Italy. Gefördert wurde L’immensità vom italienischen Kulturministerium, Canal+ und France 3 Cinéma. Pathé wird den Film in französische und schweizerische Kinos bringen, während sich Pathé International um die weltweiten Verwertungsrechte kümmern wird.

## Veröffentlichung
Pathé International plante ursprünglich eine Veröffentlichung im zweiten Quartal 2022. Daher wurde L’immensità in Branchenkreisen als möglicher Beitrag für das 75. Filmfestival von Cannes im Mai 2022 gehandelt. Der Film wurde aber nicht ins Festivalprogramm aufgenommen. Daraufhin verschob Pathé den geplanten Kinostart ins dritte Quartal 2022, wodurch eine Premiere im September bei den 79. Filmfestspielen von Venedig antizipiert wurde. Tatsächlich wurde der Film ins Festivalprogramm aufgenommen, wo dieser am 4. September 2022 uraufgeführt wurde.
Ein regulärer Kinostart in Italien erfolgte am 15. September 2022 im Verleih von Warner Bros. Pictures Italy. In Deutschland kam der Film am 27. Juli 2023 in die Kinos.

## Auszeichnungen
Für L’immensità erhielt Emanuele Crialese seine dritte Einladung in den Wettbewerb um den Goldenen Löwen, den Hauptpreis des Filmfestivals von Venedig. Gleichzeitig folgte eine Nominierung für den in Venedig vergebenen Queer Lion.